# André Verdeil
André Verdeil (1904 – 31. října 1990) byl švýcarský reprezentační hokejový útočník.
V roce 1924 byl členem Švýcarského hokejové týmu, který skončil osmý na zimních olympijských hrách.